# Grand Prix Wielkiej Brytanii 1980
Grand Prix Wielkiej Brytanii 1980 (oryg. Marlboro British Grand Prix) – ósma runda Mistrzostw Świata Formuły 1 w sezonie 1980, która odbyła się 13 lipca 1980, po raz dziewiąty na torze Brands Hatch.
33. Grand Prix Wielkiej Brytanii, 31. zaliczane do Mistrzostw Świata Formuły 1.

## Klasyfikacja
| Legenda oznaczeń w tabelach wyników Wyświetl szablon na nowej stronie | Legenda oznaczeń w tabelach wyników Wyświetl szablon na nowej stronie                                                                     |
| Oznaczenie                                                            | Wyjaśnienie |
| --------------------------------------------------------------------- | --- |
| Złoty                                                                 | Zwycięzca lub mistrzostwo |
| Srebrny                                                               | 2. miejsce lub wicemistrzostwo |
| Brązowy                                                               | 3. miejsce lub II wicemistrzostwo |
| Zielony                                                               | Ukończył, punktował (w klasyfikacji generalnej, gdy zdobył co najmniej jeden punkt na przestrzeni sezonu, poza trzema powyższymi opcjami) |
| Niebieski                                                             | Ukończył, nie punktował (w klasyfikacji generalnej, gdy nie zdobył co najmniej jednego punktu na przestrzeni sezonu)                      |
| Czerwony                                                              | Nie zakwalifikował się (NZ) |
| Czerwony                                                              | Nie prekwalifikował się (NPK) |
| Różowy                                                                | Nie ukończył (NU) |
| Różowy                                                                | Niesklasyfikowany (NS) (w klasyfikacji generalnej, gdy nie został sklasyfikowany w żadnym wyścigu sezonu)                                 |
| Czarny                                                                | Zdyskwalifikowany (DK) |
| Czarny                                                                | Wykluczony (WYK/EX) |
| Biały                                                                 | Nie wystartował (NW) |
| Biały                                                                 | Kontuzjowany (K/INJ) |
| Biały                                                                 | Wyścig odwołany (OD/C) |
| Bez koloru                                                            | Został wycofany (WYC/WD) |
| Bez koloru                                                            | Nie przybył (NP/DNA) |
| Bez koloru                                                            | Nie brał udziału w treningach (NT/DNP) |
| Bez koloru                                                            | Nie został zgłoszony (–) |
| Pogrubienie                                                           | Start z pole position |
| Kursywa                                                               | Najszybsze okrążenie wyścigu |
| †                                                                     | Nie ukończył, ale jego rezultat został zaliczony ze względu na przejechanie więcej niż 90% dystansu wyścigu.                              |
| *                                                                     | Sezon w trakcie |
| 1/2/3                                                                 | Punktowana pozycja w sprincie kwalifikacyjnym                                                                                             |
| Lista systemów punktacji Formuły 1                                    | |

| Pos | No | Kierowca              | Konstruktor     | Okrążeń | Czas/powód NU      | Poz. Start. | Punktów |
| --- | -- | --------------------- | --------------- | ------- | ------------------ | ----------- | ------- |
| 1   | 27 | Alan Jones            | Williams-Ford   | 76      | 1:34:49.228        | 3           | 9       |
| 2   | 5  | Nelson Piquet         | Brabham-Ford    | 76      | +11.007 sek.       | 5           | 6       |
| 3   | 28 | Carlos Reutemann      | Williams-Ford   | 76      | +13.285 sek.       | 4           | 4       |
| 4   | 4  | Derek Daly            | Tyrrell-Ford    | 75      | +1 Lap             | 10          | 3       |
| 5   | 3  | Jean-Pierre Jarier    | Tyrrell-Ford    | 75      | +1 Lap             | 11          | 2       |
| 6   | 8  | Alain Prost           | McLaren-Ford    | 75      | +1 Lap             | 7           | 1       |
| 7   | 6  | Héctor Rebaque        | Brabham-Ford    | 74      | +2 Okrążeń         | 17          |         |
| 8   | 7  | John Watson           | McLaren-Ford    | 74      | Silnik             | 12          |         |
| 9   | 29 | Riccardo Patrese      | Arrows-Ford     | 73      | +3 Okrążeń         | 21          |         |
| 10  | 1  | Jody Scheckter        | Ferrari         | 73      | +3 Okrążeń         | 23          |         |
| 11  | 50 | Rupert Keegan         | Williams-Ford   | 73      | +3 Okrążeń         | 18          |         |
| 12  | 20 | Emerson Fittipaldi    | Fittipaldi-Ford | 72      | +4 Okrążeń         | 22          |         |
| 13  | 30 | Jochen Mass           | Arrows-Ford     | 69      | +7 Okrążeń         | 24          |         |
| NS  | 16 | René Arnoux           | Renault         | 67      | Nie sklasyfikowany | 16          |         |
| NU  | 25 | Didier Pironi         | Ligier-Ford     | 63      | Opona              | 1           |         |
| NU  | 9  | Marc Surer            | ATS-Ford        | 59      | Silnik             | 15          |         |
| NU  | 11 | Mario Andretti        | Lotus-Ford      | 57      | Skrz. biegów       | 9           |         |
| NU  | 23 | Bruno Giacomelli      | Alfa Romeo      | 42      | Wypadł z toru      | 6           |         |
| NU  | 2  | Gilles Villeneuve     | Ferrari         | 35      | Silnik             | 19          |         |
| NU  | 26 | Jacques Laffite       | Ligier-Ford     | 30      | Opona              | 2           |         |
| NU  | 22 | Patrick Depailler     | Alfa Romeo      | 27      | Silnik             | 8           |         |
| NU  | 31 | Eddie Cheever         | Osella-Ford     | 17      | Zawieszenie        | 20          |         |
| NU  | 12 | Elio de Angelis       | Lotus-Ford      | 16      | Zawieszenie        | 14          |         |
| NU  | 15 | Jean-Pierre Jabouille | Renault         | 4       | Silnik             | 13          |         |
| NZ  | 14 | Jan Lammers           | Ensign-Ford     |         |                    |             |         |
| NZ  | 21 | Keke Rosberg          | Fittipaldi-Ford |         |                    |             |         |
| NZ  | 43 | Desiré Wilson         | Williams-Ford   |         |                    |             |         |